# Yonatan Fridman

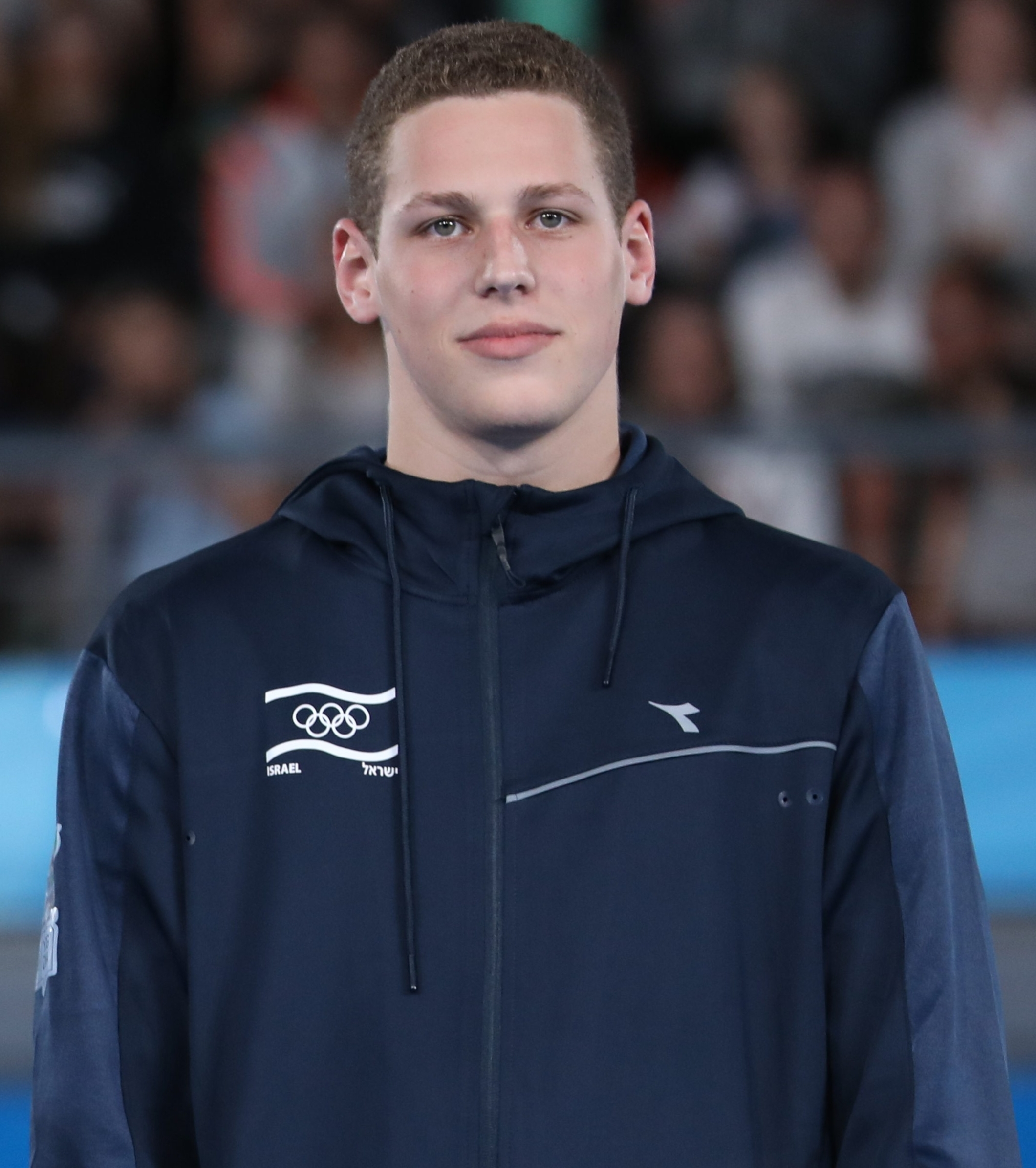
Fridman v roce 2018

Yonatan Fridman (hebrejsky: יונתן פרידמן; narozený 14. března 2003, Izrael) je izraelský akrobatický gymnasta, který získal stříbrnou medaili na olympijských hrách mládeže 2018.
Narodil se v Izraeli. Fridman je vysoký 181 cm.

## Gymnastická kariéra
Jeho trenérem je Shiran Ouaknine.
Fridman získal, spolu se svou partnerkou Noou Kazado Yakarovou, stříbrnou medaili za akrobatickou gymnastiku smíšených párů na olympijských hrách mládeže 2018, které se konaly v argentinském Buenos Aires. Dosáhli skóre 27,590 (na tým z Bulharska ztratili 0,260 bodu). Svůj výkon věnovali zesnulému příteli svého trenéra, který zemřel při nehodě na motocyklu.